# Roger Sanchez
Roger Sanchez (Queens, Nueva York, 1 de junio de 1967) es un disc-jockey estadounidense de ascendencia dominicana de música house que ha marcado muchos éxitos en las listas de popularidad europeas y mundiales. También conocido como Roger S. y The S Man

## Biografía
Roger Sanchez es el mayor de dos hermanos (el nombre de su hermano menor es Gabriel) nacidos de Ángela Monte y Hugo René Sanchez, inmigrantes de la República Dominicana. Sanchez se graduó en la High School of Art and Design en Nueva York. Asistió al Pratt Institute, estudiando para obtener un grado en arquitectura, pero siguió el consejo de su padre de tomarse un descanso de sus estudios y dedicar toda su energía a la profesión de DJ, y ver si podía hacer una carrera de eso. Finalmente se fue a tocar a los nightclubs más grandes en la ciudad de Nueva York, y después de todo el mundo. A lo largo y con los DJs house de New York, David Morales y Danny Tenaglia, Sanchez se ha convertido en un icono del escenario de la fiesta europea, especialmente en la isla española de Ibiza, notoriamente conocida en todo el mundo por su estilo de vida hedonista y su vida nocturna. Ha estado residiendo en Ibiza cada verano desde 2000.
En 2001, lanzó su primera producción (álbum), First Contact, del cual se tomó la canción Another Chance. Este se convirtió en su mayor éxito, entrando al #1 en UK Singles Chart.  
Sanchez también protagonizó un show terrestre y radial llamado "Release Yourself" , con 1.200.000 radioyentes en todo el mundo. En 2006 un pódcast sacado de su show radial fue creado y ganó el primer Podcast Award en el International Dance Awards (IDMA). También ha lanzado una serie de álbumes basados en compilaciones llamados Release Yourself los cuales son conocidos por ser muy elegantes (elevados) musicalmente.
En 2004, Sanchez ganó su primer Grammy, por la Mejor Grabación de Remix (Best Remixed Recording) por su remix de No Doubt "Hella Good".
En 2006, lanzó Come With ME un bien recibido álbum, con las canciones "Turn on the Music", "Lost", y el doble "Not Enough"/"Again".
Actualmente se encuentra trabajando en Dreamer, el nuevo disco de la cantante Soraya que salió a la venta el pasado 28 de septiembre, consiguiendo ser número 1 en el mismo día de su salida. Según informaciones de la propia cantante y de su discográfica, Sony Music, para estas navidades Soraya volverá a sorprender al público con nuevo material. Se desconoce la identidad de este último, pero está confirmado que el prestigioso DJ Roger Sánchez estará presente en la colaboración junto a Soraya.